# Husfoged
Husfoged var før 1864 i Slesvig og Holsten benævnelsen på en i reglen kongelig udnævnt embedsmand.
Det påhvilede husfogeden at have overtilsyn med vejene i hans embedskreds så vel som med skovene, de offentlige bygninger og ægtkørselsvæsenet, ligesom han også deltog i udskrivningsforretninger og afholdt skovauktioner. 
Hans embedsdistrikt faldt som regel sammen med amtet, men forskellige amter var dog delte i flere husfogeddistrikter. Enkelte steder, således i Ejdersted, manglede embedet, og undertiden var det forenet med embedet som amtsforvalter eller branddirektør.
Husfoged, der er en sammensætning af hus i betydningen "befæstet slot" og altså er det samme som slotsfoged, var oprindelig en privat betjent eller medhjælper i lensmandens eller amtmandens tjeneste, og en husfoged af denne art omtales også i enkelte danske len i tiden før enevældens indførelse i 1660, hvor han dog havde et væsentligt andet
forretnings-område, end den ovennævnte slesvigske embedsmand i senere tid havde.